# Anunnaki

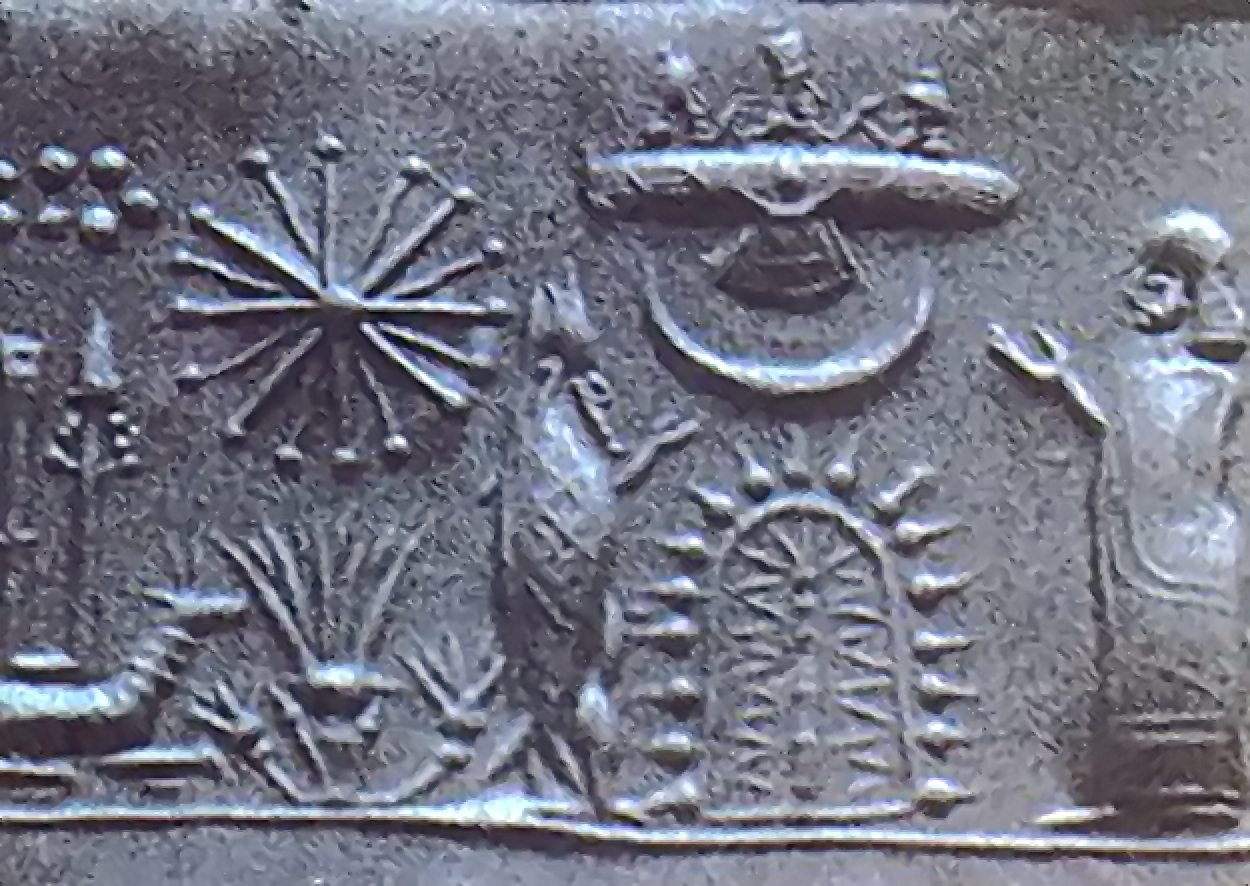
Sigiliu din piatră reprezentând Anunnaki

Anunnaki (alte denumiri Anunnaku, Ananaki sau Anunna) este un grup de zeități sumeriene, babiloniene și akkadiene. Numele poate fi scris „da-nuna”, „da-nuna-ke4-ne” sau „da-nun-na”, semnificând „cei de sânge regal” sau „copii princiari”.

## Mitologie
Relația lor cu grupul de zei cunoscut sub numele de Igigi este neclară, dar în mitul potopului Atra-Hasis se precizează că aceștia sunt nevoiți să muncească pentru Anunnaki. Igigi s-au revoltat după 40 de zile și au fost înlocuiți prin crearea oamenilor. 
Jeremy Black și Anthony Green oferă o perspectivă ușor diferită a zeilor Igigi și Anunnaki, scriind că „lgigu sau Igigi este un termen introdus în Perioada Veche Babiloniană ca un nume pentru «(zece) mari zei». Cu trecerea timpului s-a păstrat uneori acest sens în perioadele  mai târzii, din Orientul Babilonian este folosit în general pentru a se referi colectiv la zeii din cer, la fel cum termenul Anunnakku (Anuna) a fost folosit mai târziu pentru a se referi la zei lumii de dincolo. În descrierea creației se spune că există 300 lgigu în ceruri”.  

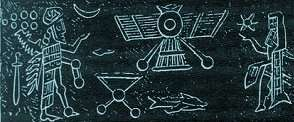
Stelă în care apar Anunnaki

Anunnaki apar în mitul babilonian al creației, Enuma Elish. Într-o versiune târzie, Marduk, după crearea omenirii, împarte Anunnaki și îi distribuie în locurile corespunzătoare, trei sute în cer, trei sute pe pământ. În semn de recunoștință, Anunnaki, Marii Zei, au construit splendidul templu Esagila, care era un turn la fel de mare ca Abzu și în care au făcat un lăcaș (altar) pentru Marduk, Enlil, Ea. Apoi Anunnaki au construit altare pentru ei.
Potrivit unui mit babilonian târziu, Anunnaki erau copiii lui Anu și Ki, zeii frate și soră. La rândul lor Anu și Ki erau copiii lui Anshar și Kishar (Skypivot și Earthpivot, polii cerești), care la rândul lor, au fost copii lui Lahamu și Lahmu (cei din noroi), numele dat păzitorilor templului Abzu de la Eridu, locul în care se credea că a avut loc creația. Lahamu și Lahmu erau copii lui Tiamat și Abzu. 
Un concept lansat de scriitorul Zecharia Sitchin afirmă că Anunnaki ar fi fost de fapt extratereștri ce au creat civilizația sumeriană, însă aceasta pare ficțiune, întrucât chiar sumerienii spuneau despre zeii lor că reprezintă astrele. Cunoștințele sumerienilor despre astre și mișcarea acestora, erau transmise de anunnaki. Concepția lor despre Univers era că acesta se aseamană cu niște cupole de cristal suprapuse, fiecare cupolă aparținând unei planete, iar Pământul se află în mijlocul acestor cupole. Au dezvoltat acest concept pentru a explica mișcarea planetelor în raport cu celalte corpuri cerești ce păreau a fi fixe pe cer. Se consideră că există șapte cupole sau ''șapte ceruri'' incluzând în acestea Luna și Soarele. Această temă este dezvoltată pe larg de către scriitoarea Barbara G. Walker in The Woman’s Dictionary of Symbols and Sacred Objects.
În oglindă cu aceste șapte ceruri, existau și șapte iaduri, iar paznici ai acestor șapte iaduri erau zeitățile Anunnaki. Acest concept religios a fost preluat de mai multe religii ulteriore, însă s-a denaturat conceptul de bază al acestuia, și anume că aceste șapte ceruri reprezintă de fapt șapte planete.